# She’s Just Killing Me
She's Just Killing Me (с англ. — «Она просто убивает меня») — тридцать седьмой сингл американской блюз-рок-группы ZZ Top, первый сингл альбома Rhythmeen, добрался до 12 места в Hot Mainstream Rock Tracks.

## О песне
В 1995 году режиссёр Роберт Родригес попросил ZZ Top дать какой-нибудь материал для саундтрека фильма От заката до рассвета. Группа в течение получаса записала две песни: She's Just Killing Me и Vincent Price Blues. Запись была пробная, черновая, группа хотела переписать песни набело, но Роберт Родригес настоял на том, чтобы они остались в первоначальном «сыром» варианте. Собственно эти песни и послужили основной идеей для всего альбома: отказаться от использования синтезаторов, клавишных и записать полноценный блюзовый альбом в формате трио.
Обозреватели отмечают, что песня в которой поёт Дасти Хилл, является одним из немногих примеров в альбоме, когда чувствуется, что группа играет в удовольствие 
She’s Just Killing Me определённо сплавилась из скрипучих гитар, волчьего воя, уникального вокала [так в тексте] и гитары Билли Гиббонса, и техасской распальцовки…    
Оригинальный текст (англ.)“She’s Just Killing Me” absolutely cooks with crunchy guitars, wolf howls, Billy Gibbons’s inimitable vocals and guitar work, a thick Texas swagger
Марк Приндл критически оценил песню, сказав: «Две ноты. Блюзовая галиматья ещё в большей степени без изюминки. В бридже три ноты — что ж, блистательно. Пустышка».
На песню был снят клип, с участием Джорджа Клуни и Сальмы Хайек; в песне речь идёт о героине фильма От заката до рассвета танцовщице Сантанико Пандемониум
Также существует версия клипа без нарезки из кадров фильма с участием Дэнни Трехо в роли бармена "Бритва" Чарли.
Сингл добрался до 12 места в Hot Mainstream Rock Tracks. Выпускался лишь в формате промо-CD, с разными версиями песни. Также песня была выпущена на многочисленных изданиях саундтрека к фильму, и на сингле, где на стороне B была запись песни Джимми Вона Dengue Woman Blues

## Участники записи
- Билли Гиббонс — гитара
- Дасти Хилл — вокал, бас-гитара
- Фрэнк Бирд — ударные, перкуссия

Технический состав
- Билл Хэм — продюсер